# Liesgau
Der Liesgau (auch Lisgau) war im Mittelalter ein sächsischer Gau im heutigen südöstlichen Niedersachsen und einem kleinen Anteil in Nordwestthüringen.

## Geographie

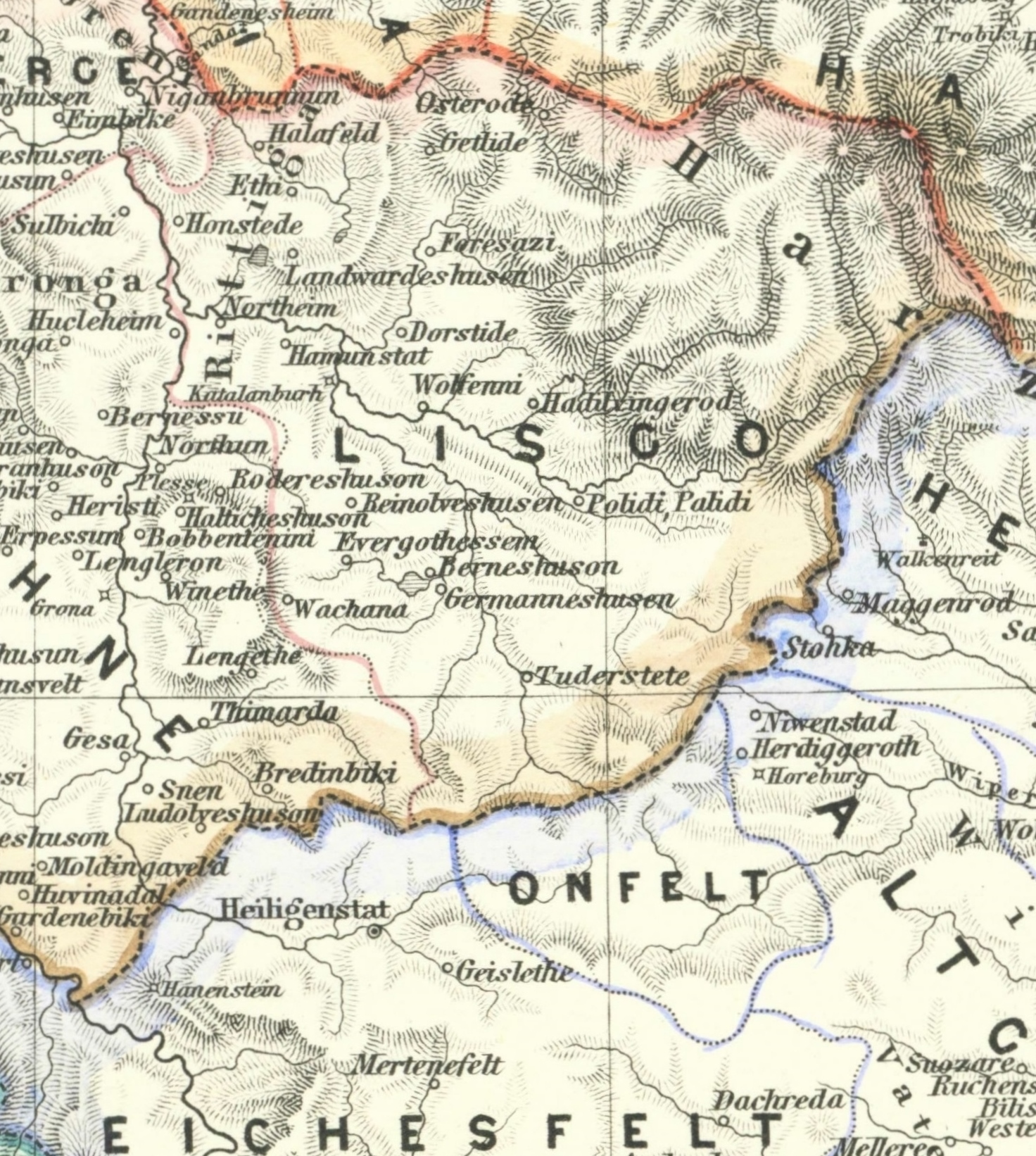
Der Lisgau im Süden des sächsischen Stammesgebietes an der Grenze zu Thüringen

Der Liesgau lag an der Süd-Westseite des Harzes im heutigen Südniedersachsen. Seine Grenzen werden etwa umschrieben mit: Nord-Süd-Ausrichtung von Mönchehof bis an das Ohmgebirge bei Duderstadt, Ost-West-Ausrichtung von Steina bis Sebexen. Er ist in etwa deckungsgleich mit dem 2016 aufgelösten Landkreis Osterode am Harz ohne die Orte Bad Sachsa und Tettenborn die 1945 aus dem damaligen Landkreis Grafschaft Hohenstein eingegliedert worden. Zuzüglich des ehemaligen Alten Amtes Westerhof, das noch bis 1977 zum Landkreis Osterode gehörte, und den Orten des Restlandkreises Blankenburg Neuhof, Walkenried, Wieda und Zorge die nach der Gebietsreform 1972 hinzukamen. Zum Gau gehört vermutlich im Nord-Westen als Teilbereich der Rittigau und im Süden die Mark Duderstadt. Zum Gau gehörten auch die derzeit thüringischen Gebiete im Einzugsgebiet von Weilröder und Geröder Eller, wie Weilrode, Bockelnhagen, Silkerode, Weißenborn-Lüderode, Gerode, Jützenbach und Zwinge.
Nachbargaue waren:
- N Flenithi, Ambergau, Desingau
- NO Harzgau
- O Helmegau
- S Ohmfeldgau, Eichsfeld
- W Leinegau, Moronga

## Geschichte
Der Gau wurde mehrfach im 9. bis 11. Jahrhundert in Urkunden erwähnt, unter anderem für die Jahre 889 (in pago Hlisgo), 965 und 978 vor.
Grafen:
- Adalger (889)[2]
- Burchard IV. im Hassegau
- Athelbero (Berno) († 982), etwa 965–966 und Pfalzgraf in Sachsen, Graf im sächsischen Hessengau
- Siegbart, Bruder von Dietrich (Pfalz Sachsen) (990)[3]
- Heinrich III., (Udonen)
- Udo von Katlenburg
- Dietrich I. von Katlenburg
- Dietrich II. von Katlenburg
- Dietrich III. von Katlenburg (bis 1106)
- Lothar von Süpplingenburg (nach 1106)
- ab Mitte des 12. Jahrhunderts an die Welfen
  - Heinrich der Löwe (etwa 1156)[4]